# Klemen Bolha
Klemen Bolha (sinh 19 tháng 3 năm 1993) là một tiền vệ bóng đá Slovenia.